# Challenger Series - Indian Wells 2020
Le Oracle Challenger Series - Indian Wells 2020, note come Oracle Challenger Series - Indian Wells 2020 per motivi di sponsorizzazione, sono state un torneo di tennis giocato su campi in cemento. È stata la terza edizione del torneo, che fa parte del WTA Challenger Tour 2020 femminile e dell'ATP Challenger Tour 2020 maschile. Si sono giocate all'Indian Wells Tennis Garden di Indian Wells dal 2 all'8 marzo 2020.

## Partecipanti

### Torneo maschile

#### Teste di serie
| Nazionalità | Giocatrice            | Ranking* | Testa di serie |
| ----------- | --------------------- | -------- | -------------- |
| Francia     | Ugo Humbert           | 43       | 1              |
| Francia     | Lucas Pouille         | 57       | 2              |
| Regno Unito | Cameron Norrie        | 58       | 3              |
| Moldavia    | Radu Albot            | 69       | 4              |
| Stati Uniti | Steve Johnson         | 73       | 5              |
| Italia      | Jannik Sinner         | 75       | 6              |
| Giappone    | Yūichi Sugita         | 81       | 7              |
| Stati Uniti | Frances Tiafoe        | 82       | 8              |
| Francia     | Grégoire Barrère      | 90       | 9              |
| Italia      | Salvatore Caruso      | 100      | 10             |
| Stati Uniti | Denis Kudla           | 106      | 11             |
| Giappone    | Tarō Daniel           | 110      | 12             |
| Russia      | Evgenij Donskoj       | 114      | 13             |
| Stati Uniti | Marcos Giron          | 115      | 14             |
| Australia   | Christopher O'Connell | 116      | 15             |
| Germania    | Peter Gojowczyk       | 117      | 16             |

- 1 Rankings al 24 febbraio 2020.[1]

### Torneo femminile

#### Teste di serie
| Nazionalità | Giocatrice         | Ranking* | Testa di serie |
| ----------- | ------------------ | -------- | -------------- |
| Rep. Ceca   | Kateřina Siniaková | 55       | 1              |
| Russia      | Anna Blinkova      | 59       | 2              |
| Stati Uniti | Bernarda Pera      | 63       | 3              |
| Stati Uniti | Taylor Townsend    | 67       | 4              |
| Germania    | Laura Siegemund    | 68       | 5              |
| Giappone    | Nao Hibino         | 71       | 6              |
| Stati Uniti | Madison Brengle    | 76       | 7              |
| Cina        | Zhu Lin            | 77       | 8              |
| Stati Uniti | Jessica Pegula     | 79       | 9              |
| Romania     | Patricia Maria Tig | 81       | 10             |
| Porto Rico  | Mónica Puig        | 84       | 11             |
| Stati Uniti | Christina McHale   | 86       | 12             |
| Giappone    | Misaki Doi         | 89       | 13             |
| Stati Uniti | Kristie Ahn        | 93       | 14             |
| Australia   | Samantha Stosur    | 96       | 15             |
| Russia      | Varvara Gracheva   | 101      | 16             |

* Ranking al 24 febbraio 2020.

#### Altre partecipanti
Le seguenti giocatrici hanno ricevuto una wildcard per il tabellone principale:
- Hailey Baptiste
- Claire Liu
- Jamie Loeb
- Coco Vandeweghe

Le seguenti giocatrici sono entrate il tabellone col ranking protetto:
- Mona Barthel
- Katie Boulter
- Irina Falconi
- Vera Zvonarëva

Le seguenti giocatrici sono passate dalle qualificazioni:
- Danielle Lao
- Asia Muhammad

Le seguenti giocatrici sono entrate il tabellone come lucky loser:
- Hanna Chang
- Maria Mateas

## Punti e montepremi
| Torneo              | Torneo              | V      | F      | SF    | QF    | 3T    | 2T    | 1T    | Q | Q1  |
| Singolare femminile | Punti               | 160    | 95     | 57    | 29    | 15    | 8     | 1     | 4 | 1   |
| Singolare femminile | Premi in denaro ($) | 24,000 | 13,500 | 7,530 | 4,875 | 2,580 | 1,575 | 1,130 | 0 | 450 |
| Doppio femminile    | Punti               | 160    | 95     | 57    | 29    | -     | -     | 1     | – | –   |
| Doppio femminile    | Premi in denaro ($) | 8,000  | 4,000  | 2,000 | 1,000 | -     | -     | 700   | – | –   |

## Campioni

### Singolare maschile
Steve Johnson ha sconfitto in finale   Jack Sock con il punteggio di 6–4, 6–4

### Singolare femminile
Irina-Camelia Begu ha sconfitto in finale  Misaki Doi con il punteggio di 6-3, 6-3.

### Doppio maschile
Denis Kudla /  Thai-Son Kwiatkowski hanno sconfitto in finale  Sebastian Korda /  Mitchell Krueger con il punteggio di 6–3, 2–6, [10–6]

### Doppio femminile
Asia Muhammad /  Taylor Townsend hanno sconfitto in finale  Catherine McNally /  Jessica Pegula con il punteggio di 6-4, 6-4.